# Edna Kramer
Edna Ernestine Kramer Lassar (nascida Edna Ernestine Kramer; Manhattan, 11 de maio de 1902 - Manhattan, 9 de julho de 1984) foi uma matemática estadunidense.
Edna Kramer nasceu em Manhattan, filha de imigrantes judeus. Obteve um B.A. summa cum laude em matemática no Hunter College em 1922. Enquanto lecionava em escolas locais obteve um M.A. em 1925 e um Ph.D. em matemática em 1930 (com especialização em física) na Universidade Columbia, orientada por Edward Kasner.

## Obras
- The Main Stream of Mathematics  [sic] (1951)
- The Nature and Growth of Modern Mathematics (1970)